# David Fernández Rivera
Pour les articles homonymes, voir David Fernández et Fernández.
David Fernández Rivera (né à Vigo le 29 janvier 1986) est un poète, dramaturge et directeur théâtral espagnol.
Rivera a toujours cherché une redéfinition de la poésie, à réaliser dans sa plénitude sur des substrats aussi variés que la musique, de danse ou de théâtre. 